# Reduktaza HMG-CoA

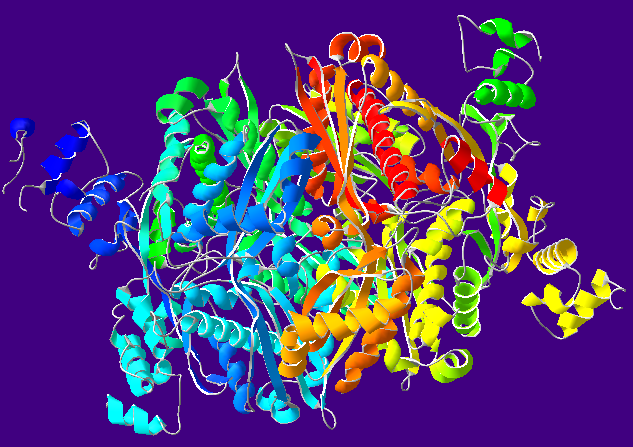
Model struktury reduktazy HMG-CoA

Reduktaza HMG-CoA, reduktaza 3-hydroksy-3-metyloglutarylokoenzymu A (EC 1.1.1.88) – enzym wątrobowy znajdujący się w cytoplazmie hepatocytów, regulujący ilość syntetyzowanego cholesterolu, a więc także kontrolujący jego poziom w we krwi.

## Struktura
Ludzka reduktaza HMG-CoA jest białkiem transbłonowym, składa się z łańcucha polipeptydowego obejmującego 888 aminokwasów. Łańcuch podzielony jest na dwie główne części: część amino-terminalną (N-terminalną) składającą się z 339 aminokwasów, w niej znajduje się domena wiążąca cholesterol. Katalityczna domena redutazy HMG-CoA znajduje się w części C-terminalnej (aminokwasy 460 – 888). Pomiędzy głównymi domenami znajduje się łącznik.
Reduktaza HMG-CoA jest ulokowana w błonach retikulum endoplazmatycznego, które w swojej charakterystyce przypominają tratwy lipidowe – domeny wzbogacone w cholesterol i sfingolipidy. Pierwsze badania wskazywały na to, że reduktaza w błonie zakotwiczona jest przez siedem domen, natomiast najnowsze doniesienia wskauzją, że jest ich osiem. Z punktu widzenia funkcjonalności białka najistotniejszy jest fakt, że miejsce katalityczne reduktazy HMG-CoA znajduje się po stronie cytozolu.

Zakotwiczenie reduktazy HMG-CoA w błonie retikulum endoplazmatycznego

## Rola w biosyntezie cholesterolu
Reduktaza HMG-CoA jest kluczowym enzymem w biosyntezie cholesterolu. Katalizuje czteroelektronową reakcję redukcji 3-hydroksy-3-metylo-glutarylu koenzymu A do koenzymu A i kwasu mewalonowego w szlaku mewalonowym. Jednocześnie dochodzi do utlenienia NADPH, czego produktem są dwie cząsteczki NADP+. Jest to reakcja limitująca cały proces syntezy cholesterolu w komórkach wątroby (hepatocyty).

Schemat reakcji redukcji HMG-CoA do kwasu mewalonowego

Podwyższony poziom cholesterolu we krwi (hipercholesterolemia) prowadzi do poważnych schorzeń układu sercowo-naczyniowego, a tym samym zwiększa ryzyko wystąpienia miażdzycy, zawału serca czy udaru mózgu. W przypadku chęci zapobiegania i leczenia wymienionych chorób stosuje się statyny – inhibitory reduktazy HMG-CoA.

## Regulacja reduktazy HMG-CoA
Enzym ten podlega kontroli poprzez jego fosforylację i defosforylację. W postaci ufosforylowanej jest on nieaktywny. Czynnikiem fosforylującym są kinazy aktywowane przez glukagon. Ekspresja genu kodującego ten enzym również może być hamowana przez egzogenny cholesterol oraz glukagon.
W postaci zdefosforylowanej jest aktywny. Stan ten warunkowany jest insuliną, która również wzmaga ekspresję genu kodującego tę reduktazę. Innym mechanizmem kontroli jego aktywności jest sprzężenie zwrotne ujemne, to znaczy wzrost mewalonianu (produktu reakcji, którą katalizuje HMG-CoA) oraz cholesterolu powoduje degradację reduktazy HMG-CoA.

## Inhibicja
W medycynie inhibitorami tego enzymu, a więc inhibitorami syntezy cholesterolu, są leki z grupy statyn, na przykład lowastatyna, fluwastatyna, atorwastatyna i wiele innych. Statyny to grupa leków zarówno pochodzenia naturalnego, jak i syntetycznego. Różnią się strukturą chemiczną, ale wszystkie posiadają wspólną grupę farmokoforową – β-hydroksy kwas. Statyny inhibitują kluczowy etap biosyntezy cholesterolu poprzez wiązanie się z miejscem aktywnym reduktazy HMG-CoA, bowiem wykazują silniejsze powinowactwo do domeny katalitycznej reduktazy niż HMG-CoA.